# Municipalità locale di Greater Letaba
Greater Letaba è una municipalità locale (in inglese Greater Letaba Local Municipality) appartenente alla municipalità distrettuale di Mopani della provincia del Limpopo in Sudafrica.
Il suo territorio si estende su una superficie di 1.890 km² ed è suddiviso in 26 circoscrizioni elettorali (wards). Il suo codice di distretto è LIM332.

## Geografia fisica

### Confini
La municipalità locale di Greater Letaba confina a nord con quella di Makado (Vhembe), a nord e a est con quella di Greater Giyani, a sud con quelle di Greater Tzaneen e Ba-Phalaborwa e a ovest con quella di Molemole (Capricorn).

### Città e comuni
- Duiwelskloof
- Ga-Kgapane
- Ga-Modjadji
- Greater Letaba
- Hildreth Ridge
- Mamaila
- Modjadji
- Mooketsi
- Pheeha
- Sekgopo
- Vuyani

### Fiumi
- Brandboontjies
- Koedoes
- Lebjelebore
- Middel Letaba
- Molototsi
- Mosukodutsi

### Dighe
- Duiwelskloof Dam
- Lorna Dawn Dam
- Rietspruit Dam